# جدعان ترجم الشمری
جدعان ترجم الشمری (انگلیسی: Jadaan Tarjam Al-Shammari؛ زادهٔ ۱۹۵۲) تیرانداز اهل قطر است. وی در بازی‌های المپیک تابستانی ۱۹۸۴ و ۱۹۸۸ شرکت کرده‌است.